# Оскар (кинопремия, 1963)
35-я церемония вручения наград премии «Оскар» за заслуги в области кинематографа за 1962 год состоялась 8 апреля 1963 года в Santa Monica Civic Auditorium (Санта-Моника, округ Лос-Анджелес, Калифорния).

## Фильмы, получившие несколько номинаций
| Фильм                                                                    | номинации | победы |
| ------------------------------------------------------------------------ | --------- | ------ |
| • Лоуренс Аравийский / Lawrence of Arabia                                | 10        | 7      |
| • Убить пересмешника / To Kill a Mockingbird                             | 8         | 3      |
| • Мятеж на «Баунти» / Mutiny on the Bounty                               | 7         | -      |
| • Музыкант / The Music Man                                               | 6         | 1      |
| • Сотворившая чудо / The Miracle Worker                                  | 5         | 2      |
| • Самый длинный день / The Longest Day                                   | 5         | 2      |
| • Дни вина и роз / Days of Wine and Roses                                | 5         | 1      |
| • Что случилось с Бэби Джейн? / What Ever Happened to Baby Jane?         | 5         | 1      |
| • Чудесный мир братьев Гримм / The Wonderful World of the Brothers Grimm | 4         | 1      |
| • Любитель птиц из Алькатраса / Birdman of Alcatraz                      | 4         | -      |
| • Развод по-итальянски / Divorzio all’italiana                           | 3         | 1      |
| • Сладкоголосая птица юности / Sweet Bird of Youth                       | 3         | 1      |
| • Этот мех норки / That Touch of Mink                                    | 3         | -      |
| • Джипси / Gypsy                                                         | 3         | -      |
| • Дэвид и Лиза / David and Lisa                                          | 2         | -      |
| • Манчжурский кандидат / The Manchurian Candidate                        | 2         | -      |
| • Фрейд: Тайная страсть / Freud                                          | 2         | -      |
| • Двое на качелях / Two for the Seesaw                                   | 2         | -      |
| • Счастливого пути! / Bon Voyage!                                        | 2         | -      |

## Список лауреатов и номинантов
★ Победители выделены отдельным цветом. 

### Основные категории
| Категории                                                  | Лауреаты и номинанты                                                                       | Лауреаты и номинанты                                                                       |
| ---------------------------------------------------------- | ------------------------------------------------------------------------------------------ | ------------------------------------------------------------------------------------------ |
| Лучший фильм                                               | ★ Лоуренс Аравийский / Lawrence of Arabia (продюсер: Сэм Шпигель)                          | ★ Лоуренс Аравийский / Lawrence of Arabia (продюсер: Сэм Шпигель)                          |
| Лучший фильм                                               | • Самый длинный день / The Longest Day (продюсер: Дэррил Ф. Занук)                         |                                                                                            |
| Лучший фильм                                               | • Музыкант / The Music Man (продюсер: Мортон ДаКоста)                                      |                                                                                            |
| Лучший фильм                                               | • Мятеж на «Баунти» / Mutiny on the Bounty (продюсер: Аарон Розенберг)                     |                                                                                            |
| Лучший фильм                                               | • Убить пересмешника / To Kill a Mockingbird (продюсер: Алан Дж. Пакула)                   |                                                                                            |
| Лучший режиссёр                                            |                                                                                            | ★ Дэвид Лин за фильм «Лоуренс Аравийский»                                                  |
| Лучший режиссёр                                            | • Пьетро Джерми — «Развод по-итальянски»                                                   |                                                                                            |
| Лучший режиссёр                                            | • Роберт Маллиган — «Убить пересмешника»                                                   |                                                                                            |
| Лучший режиссёр                                            | • Артур Пенн — «Сотворившая чудо»                                                          |                                                                                            |
| Лучший режиссёр                                            | • Фрэнк Перри — «Дэвид и Лиза»                                                             |                                                                                            |
| Лучший актёр                                               |                                                                                            | ★ Грегори Пек — «Убить пересмешника» (за роль Аттикуса Финча)                              |
| Лучший актёр                                               | • Берт Ланкастер — «Любитель птиц из Алькатраса» (за роль Роберта Франклина Страуда)       |                                                                                            |
| Лучший актёр                                               | • Джек Леммон — «Дни вина и роз» (за роль Джо Клэя)                                        |                                                                                            |
| Лучший актёр                                               | • Марчелло Мастроянни — «Развод по-итальянски» (за роль Фердинандо Чефалу (Фефе))          |                                                                                            |
| Лучший актёр                                               | • Питер О’Тул — «Лоуренс Аравийский» (за роль Т. Э. Лоуренса)                              |                                                                                            |
| Лучшая актриса                                             |                                                                                            | ★ Энн Бэнкрофт — «Сотворившая чудо» (за роль Энн Салливан)                                 |
| Лучшая актриса                                             | • Бетт Дейвис — «Что случилось с Бэби Джейн?» (за роль Бэби Джейн Хадсон)                  |                                                                                            |
| Лучшая актриса                                             | • Кэтрин Хепбёрн — «Долгий день уходит в ночь» (за роль Мэри Тайрон)                       |                                                                                            |
| Лучшая актриса                                             | • Джеральдин Пейдж — «Сладкоголосая птица юности» (за роль Александры Дель Лаго)           |                                                                                            |
| Лучшая актриса                                             | • Ли Ремик — «Дни вина и роз» (за роль Кирстен Арнесен Клэй)                               |                                                                                            |
| Лучший актёр второго плана                                 |                                                                                            | ★ Эд Бегли — «Сладкоголосая птица юности» (за роль Тома «Босса» Финли)                     |
| Лучший актёр второго плана                                 | • Виктор Буоно — «Что случилось с Бэби Джейн?» (за роль Эдвина Флэгга)                     |                                                                                            |
| Лучший актёр второго плана                                 | • Телли Савалас — «Любитель птиц из Алькатраса» (за роль Фето Гомеса)                      |                                                                                            |
| Лучший актёр второго плана                                 | • Омар Шариф — «Лоуренс Аравийский» (за роль Шерифа Али ибн эль Кариша)                    |                                                                                            |
| Лучший актёр второго плана                                 | • Теренс Стэмп — «Билли Бадд» (за роль Билли Бадда)                                        |                                                                                            |
| Лучшая актриса второго плана                               |                                                                                            | ★ Патти Дьюк — «Сотворившая чудо» (за роль Хелен Келлер)                                   |
| Лучшая актриса второго плана                               | • Мэри Бэдэм — «Убить пересмешника» (за роль Джин Луизы Финч («Глазастика»))               |                                                                                            |
| Лучшая актриса второго плана                               | • Ширли Найт — «Сладкоголосая птица юности» (за роль Хэвенли Финли)                        |                                                                                            |
| Лучшая актриса второго плана                               | • Анджела Лэнсбери — «Манчжурский кандидат» (за роль миссис Айселин)                       |                                                                                            |
| Лучшая актриса второго плана                               | • Телма Риттер — «Любитель птиц из Алькатраса» (за роль Элизабет Страуд)                   |                                                                                            |
| Лучший сценарий, созданный непосредственно для экранизации | ★ Эннио Де Кончини, Альфредо Джаннетти и Пьетро Джерми — «Развод по-итальянски»            | ★ Эннио Де Кончини, Альфредо Джаннетти и Пьетро Джерми — «Развод по-итальянски»            |
| Лучший сценарий, созданный непосредственно для экранизации | • Чарльз Кауфман и Вольфганг Рейнхарт — «Фрейд: Тайная страсть»                            |                                                                                            |
| Лучший сценарий, созданный непосредственно для экранизации | • Ален Роб-Грийе — «В прошлом году в Мариенбаде»                                           |                                                                                            |
| Лучший сценарий, созданный непосредственно для экранизации | • Стэнли Шапиро и Нейт Монастер — «Этот мех норки»                                         |                                                                                            |
| Лучший сценарий, созданный непосредственно для экранизации | • Ингмар Бергман — «Сквозь тусклое стекло»                                                 |                                                                                            |
| Лучший адаптированный сценарий                             | ★ Хортон Фут — «Убить пересмешника» (по одноимённому роману Харпер Ли)                     | ★ Хортон Фут — «Убить пересмешника» (по одноимённому роману Харпер Ли)                     |
| Лучший адаптированный сценарий                             | • Элеанор Перри — «Дэвид и Лиза» (по одноимённому роману Теодора Исаака Рубина)            |                                                                                            |
| Лучший адаптированный сценарий                             | • Роберт Болт и Майкл Уилсон — «Лоуренс Аравийский» (на основе биографии Т. Э. Лоуренса)   |                                                                                            |
| Лучший адаптированный сценарий                             | • Владимир Набоков — «Лолита» (по одноимённому роману автора)                              |                                                                                            |
| Лучший адаптированный сценарий                             | • Уильям Гибсон — «Сотворившая чудо» (по одноимённой пьесе автора)                         |                                                                                            |
| Лучший фильм на иностранном языке                          | ★ Воскресенья в Виль-д’Эвре / Les Dimanches de Ville d’Avray (Франция) реж. Серж Бургиньон | ★ Воскресенья в Виль-д’Эвре / Les Dimanches de Ville d’Avray (Франция) реж. Серж Бургиньон |
| Лучший фильм на иностранном языке                          | • Электра / Ηλέκτρα (Греция) реж. Михалис Какояннис                                        |                                                                                            |
| Лучший фильм на иностранном языке                          | • Четыре дня Неаполя / Le quattro giornate di Napoli (Италия) реж. Нанни Лой               |                                                                                            |
| Лучший фильм на иностранном языке                          | • Исполнитель обета / O Pagador de Promessas (Бразилия) реж. Анселмо Дуарте                |                                                                                            |
| Лучший фильм на иностранном языке                          | • Тлаюкан / Tlayucan (Мексика) реж. Луис Алькориса                                         |                                                                                            |

### Другие категории
| Категории                                      | Лауреаты и номинанты |
| ---------------------------------------------- | --- |
| Лучшая музыка: Оригинальный саундтрек          | ★ Морис Жарр — «Лоуренс Аравийский»                                                                                           |
| Лучшая музыка: Оригинальный саундтрек          | • Джерри Голдсмит — «Фрейд: Тайная страсть»                                                                                   |
| Лучшая музыка: Оригинальный саундтрек          | • Бронислав Капер — «Мятеж на „Баунти“»                                                                                       |
| Лучшая музыка: Оригинальный саундтрек          | • Франц Ваксман — «Тарас Бульба»                                                                                              |
| Лучшая музыка: Оригинальный саундтрек          | • Элмер Бернстайн — «Убить пересмешника»                                                                                      |
| Лучшая музыка: Запись адаптированной партитуры | ★ Рэй Хайндорф — «Музыкант»                                                                                                   |
| Лучшая музыка: Запись адаптированной партитуры | • Джордж Столл — «Джамбо Билли Роуза»                                                                                         |
| Лучшая музыка: Запись адаптированной партитуры | • Мишель Мань — «Жиго» |
| Лучшая музыка: Запись адаптированной партитуры | • Фрэнк Перкинс — «Джипси» |
| Лучшая музыка: Запись адаптированной партитуры | • Ли Харлайн — «Чудесный мир братьев Гримм»                                                                                   |
| Лучшая песня к фильму                          | ★ Days of Wine and Roses — «Дни вина и роз» — музыка: Генри Манчини, слова: Джонни Мёрсер                                     |
| Лучшая песня к фильму                          | • Love Song From Mutiny On The Bounty (Follow Me) — «Мятеж на „Баунти“» — музыка: Бронислав Капер, слова: Пол Фрэнсис Уэбстер |
| Лучшая песня к фильму                          | • Song From Two For The Seesaw (Second Chance) — «Двое на качелях» — музыка: Андре Превин, слова: Дори Превин                 |
| Лучшая песня к фильму                          | • Tender Is the Night — «Ночь нежна» — музыка: Сэмми Фэйн, слова: Пол Фрэнсис Уэбстер                                         |
| Лучшая песня к фильму                          | • Walk on the Wild Side — «Прогулка по беспутному кварталу» — музыка: Элмер Бернстайн, слова: Мак Дэвид                       |
| Лучший монтаж                                  | ★ Энн В. Коутс — «Лоуренс Аравийский»                                                                                         |
| Лучший монтаж                                  | • Сэмюэл Э. Битли — «Самый длинный день»                                                                                      |
| Лучший монтаж                                  | • Феррис Уэбстер — «Манчжурский кандидат»                                                                                     |
| Лучший монтаж                                  | • Уильям Х. Циглер — «Музыкант»                                                                                               |
| Лучший монтаж                                  | • Джон МакСуини мл. — «Мятеж на „Баунти“»                                                                                     |
| Лучшая операторская работа (Чёрно-белый фильм) | ★ Жан Бургуэн, Вальтер Воттиц, (Анри Персен) — «Самый длинный день»                                                           |
| Лучшая операторская работа (Чёрно-белый фильм) | • Бёрнетт Гаффи — «Любитель птиц из Алькатраса»                                                                               |
| Лучшая операторская работа (Чёрно-белый фильм) | • Расселл Хэрлан — «Убить пересмешника»                                                                                       |
| Лучшая операторская работа (Чёрно-белый фильм) | • Тед Д. МакКорд — «Двое на качелях»                                                                                          |
| Лучшая операторская работа (Чёрно-белый фильм) | • Эрнест Хэллер — «Что случилось с Бэби Джейн?»                                                                               |
| Лучшая операторская работа (Цветной фильм)     | ★ Фредди Янг — «Лоуренс Аравийский»                                                                                           |
| Лучшая операторская работа (Цветной фильм)     | • Гарри Стрэдлинг ст. — «Джипси»                                                                                              |
| Лучшая операторская работа (Цветной фильм)     | • Расселл Хэрлан — «Хатари!»                                                                                                  |
| Лучшая операторская работа (Цветной фильм)     | • Роберт Л. Сёртис — «Мятеж на „Баунти“»                                                                                      |
| Лучшая операторская работа (Цветной фильм)     | • Пол Вогел — «Чудесный мир братьев Гримм»                                                                                    |
| Лучшая работа художника (Чёрно-белый фильм)    | ★ Александр Голицын, Генри Бамстед (постановщики), Оливер Эмерт (декоратор) — «Убить пересмешника»                            |
| Лучшая работа художника (Чёрно-белый фильм)    | • Джозеф Ч. Райт (постановщик), Джордж Джеймс Хопкинс (декоратор) — «Дни вина и роз»                                          |
| Лучшая работа художника (Чёрно-белый фильм)    | • Тед Хаворт, Леон Барсак, Винсент Корда (постановщики), Гэбриель Бечир (декоратор) — «Самый длинный день»                    |
| Лучшая работа художника (Чёрно-белый фильм)    | • Джордж У. Дэвис, Эдвард Карфанго (постановщики), Генри Грэйс, Ричард Пефферл (декораторы) — «Период привыкания»             |
| Лучшая работа художника (Чёрно-белый фильм)    | • Хэл Перейра, Роланд Андерсон (постановщики), Сэм Комер, Фрэнк Р. Маккелви (декораторы) — «Голубь, который захватил Рим»     |
| Лучшая работа художника (Цветной фильм)        | ★ Джон Бокс, Джон Столл (постановщики), Дарио Симони (декоратор) — «Лоуренс Аравийский»                                       |
| Лучшая работа художника (Цветной фильм)        | • Пол Грессе (постановщик), Джордж Джеймс Хопкинс (декоратор) — «Музыкант»                                                    |
| Лучшая работа художника (Цветной фильм)        | • Джордж У. Дэвис, Дж. МакМиллан Джонсон (постановщики), Генри Грэйс, Хью Хант (декораторы) — «Мятеж на „Баунти“»             |
| Лучшая работа художника (Цветной фильм)        | • Александр Голицын, Роберт Клэтворти (постановщики), Джордж Мило (декоратор) — «Этот мех норки»                              |
| Лучшая работа художника (Цветной фильм)        | • Джордж У. Дэвис, Эдвард Карфанго (постановщики), Генри Грэйс, Ричард Пефферл (декораторы) — «Чудесный мир братьев Гримм»    |
| Лучший дизайн костюмов (Чёрно-белый фильм)     | ★ Норма Кох — «Что случилось с Бэби Джейн?»                                                                                   |
| Лучший дизайн костюмов (Чёрно-белый фильм)     | • Донфелд — «Дни вина и роз»                                                                                                  |
| Лучший дизайн костюмов (Чёрно-белый фильм)     | • Эдит Хэд — «Человек, который застрелил Либерти Вэланса»                                                                     |
| Лучший дизайн костюмов (Чёрно-белый фильм)     | • Рут Морли — «Сотворившая чудо»                                                                                              |
| Лучший дизайн костюмов (Чёрно-белый фильм)     | • Deni Vachlioti — «Федра» |
| Лучший дизайн костюмов (Цветной фильм)         | ★ Мэри Уиллс — «Чудесный мир братьев Гримм»                                                                                   |
| Лучший дизайн костюмов (Цветной фильм)         | • Билл Томас — «Счастливого пути!»                                                                                            |
| Лучший дизайн костюмов (Цветной фильм)         | • Орри-Келли — «Цыганка» |
| Лучший дизайн костюмов (Цветной фильм)         | • Дороти Джикинс — «Музыкант»                                                                                                 |
| Лучший дизайн костюмов (Цветной фильм)         | • Эдит Хэд — «Моя гейша» |
| Лучший звук                                    | ★ Джон Кокс (Shepperton SSD) — «Лоуренс Аравийский»                                                                           |
| Лучший звук                                    | • Роберт О. Кук (Walt Disney SSD) — «Счастливого пути!»                                                                       |
| Лучший звук                                    | • Джордж Гровс (Warner Bros. SSD) — «Музыкант»                                                                                |
| Лучший звук                                    | • Уолдон О. Уотсон (Universal City SSD) — «Этот мех норки»                                                                    |
| Лучший звук                                    | • Джозеф Д. Келли (Seven Arts-Warner Bros. Glen Glenn Sound Department) — «Что случилось с Бэби Джейн?»                       |
| Лучшие спецэффекты                             | ★ Роберт МакДональд (визуальные эффекты), Жак Момон (звуковые эффекты) — «Самый длинный день»                                 |
| Лучшие спецэффекты                             | • А. Арнольд Гиллеспи (визуальные эффекты), Майло Б. Лори (звуковые эффекты) — «Мятеж на „Баунти“»                            |
| Лучший документальный полнометражный фильм     | ★ Чёрная Лиса: Правдивая история об Адольфе Гитлере / Black Fox: The True Story of Adolf Hitler (продюсер: Луис К. Стоумен)   |
| Лучший документальный полнометражный фильм     | • Алворада / Alvorada — Aufbruch in Brasilien (продюсер: Уго Нибелинг)                                                        |
| Лучший документальный короткометражный фильм   | ★ Дилан Томас / Dylan Thomas (продюсер: Джек Хауэллс)                                                                         |
| Лучший документальный короткометражный фильм   | • История Джона Гленна / The John Glenn Story (продюсер: Уильям Л. Хендрикс)                                                  |
| Лучший документальный короткометражный фильм   | • The Road to the Wall (продюсер: Роберт Саудек)                                                                              |
| Лучший игровой короткометражный фильм          | ★ Счастливая годовщина / Heureux Anniversaire (продюсеры: Пьер Этекс и Жан-Клод Каррьер)                                      |
| Лучший игровой короткометражный фильм          | • / Big City Blues (продюсеры: Мартина Гугенот ван дер Линден и Чарльз Гугенот ван дер Линден)                                |
| Лучший игровой короткометражный фильм          | • Кадиллак / The Cadillac (продюсер: Роберт Клауз)                                                                            |
| Лучший игровой короткометражный фильм          | • / The Cliff Dwellers (One Plus One) (продюсер: Хейярд Андерсон)                                                             |
| Лучший игровой короткометражный фильм          | • / Pan (продюсер: Херман ван дер Хорст)                                                                                      |
| Лучший анимационный короткометражный фильм     | ★ Дыра / The Hole (продюсеры: Джон Хабли и Фэйт Хабли)                                                                        |
| Лучший анимационный короткометражный фильм     | • Икар Монгольфье Райт / Icarus Montgolfier Wright (продюсер: Жуль Энджел)                                                    |
| Лучший анимационный короткометражный фильм     | • Важное сообщение (Warner Bros.)                                                                                             |
| Лучший анимационный короткометражный фильм     | • / Self Defense… for Cowards (продюсер: Уильям Л. Снайдер)                                                                   |
| Лучший анимационный короткометражный фильм     | • Симпозиум популярных певцов / A Symposium on Popular Songs (продюсер: Уолт Дисней)                                          |

### Специальная награда
| Награда                      | Лауреат      |
| ---------------------------- | ------------ |
| Награда имени Джина Хершолта | ★ Стив Броди |

## Научно-технические награды
| Категории | Лауреаты |
| --------- | --- |
| Class I   | Не присуждалась |
| Class II  | • Ральф Чапман — за проектирование и разработку усовершенствованного кинокрана. |
| Class II  | • Альберт С. Пратт, Джеймс Л. Уосселл, Ханс-Кристоф Вольраб (Профессиональный отдел, Bell & Howell Co.) — за проектирование и разработку нового улучшенного автоматического цветного аддитивного принтера для кинофильмов. |
| Class II  | • (Североамериканская компания Philips Co., Inc. (North American Philips Co., Inc.)) — за проектирование и проектирование кинопроектора Norelco Universal 70/35 мм.                                                        |
| Class II  | • Чарльз Э. Саттер, Уильям Брайсон Смит, Луи Си. Кеннелл (Paramount Pictures Corp.) — за разработку и применение в кинопроизводстве новой системы распределения электроэнергии.                                            |
| Class III | • (Electro-Voice, Inc.) — за узконаправленный динамический линейный микрофон. |
| Class III | • Луи Дж. Маккензи — за селективный повторитель звуковых эффектов. |